# Yvonnick Millet
Pour les articles homonymes, voir Millet.
Yvonnick Millet, née le[Quand ?] à [Où ?] est une trampoliniste française.

## Biographie
Elle est médaillée de bronze en trampoline par équipes aux Championnats d'Europe 1983 à Burgos avec Nadine Conte,
Nathalie Treil et Nathalie Leroy.